# Guillermo Rovirosa
Guillermo Rovirosa Albet (Villanueva y Geltrú, Barcelona, 4 de agosto de 1897 - Madrid, 27 de febrero de 1964) fue un militante obrero cristiano español, que llegó a ser el principal impulsor de la Hermandad Obrera de Acción Católica (HOAC). Se ha propuesto su beatificación.

## Biografía
Tercer hijo de una familia campesina, tras la muerte de su padre cuando sólo tenía 9 años, ingresó en el colegio cercano de los Padres Escolapios. Fue un estudiante destacado de las escuelas de directores de Industrias Eléctricas en Barcelona. Llegada la guerra civil fue nombrado unánimemente por sus compañeros presidente del consejo obrero, lo que le valió que, hacia el final de la guerra, el general Francisco Franco le condenara a 12 años de prisión. 
Durante la guerra, él y su mujer –Caterina– se vieron obligados a refugiarse en un sótano donde encontraron un montón de libros olvidados de fomento social, lo que aprovechó para profundizar en el llamado apostolado obrero.
Ante la apostasía de la clase obrera que Pio XI había denunciado ya en 1930, se encargó a Rovirosa en mayo de 1946 el lanzamiento de la Hermandad Obrera de Acción Católica, HOAC, que constituiría un puente entre la Iglesia y la clase obrera, gracias a que la mayoría de sus primeros militantes eran conversos provenientes del anarcosindicalismo, comunismo y socialismo. 

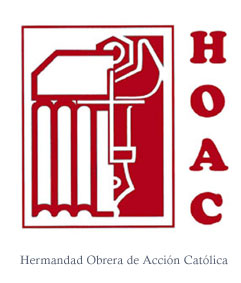
Logo de la HOAC

Pío XII habría señalado a las ACLI como modelo.
Dedicó su vida a la HOAC, dotándola de su espíritu militante, a pesar de no ocupar cargo orgánico alguno y viviendo de su trabajo como inventor. Recorrió España dando cursos y jornadas, viviendo pobremente. 
Después de un retiro voluntario en el monasterio de Montserrat,  muchos de sus amigos impregnados de ese espíritu militante, entregados a Cristo y a nadie más, le invitan a colaborar en la puesta en marcha de la Editorial ZYX (primera editorial en temas sociales durante el franquismo) de la que será su primer presidente. ¿De quién es la empresa? es el primer libro que edita ZYX y Rovirosa es su autor. En esa tarea le sorprendió la muerte en Madrid el 27 de febrero de 1964. El 9 de mayo de 2003 se inició en Madrid su causa de beatificación.
El único objetivo que tenía Rovirosa es la promoción de militantes cristianos pobres. Varios de sus amigos (entre ellos Julián Gómez del Castillo), impregnados de su espiritualidad de encarnación y su estilo militante, ponen en marcha el Movimiento Cultural Cristiano.